# Armfelt

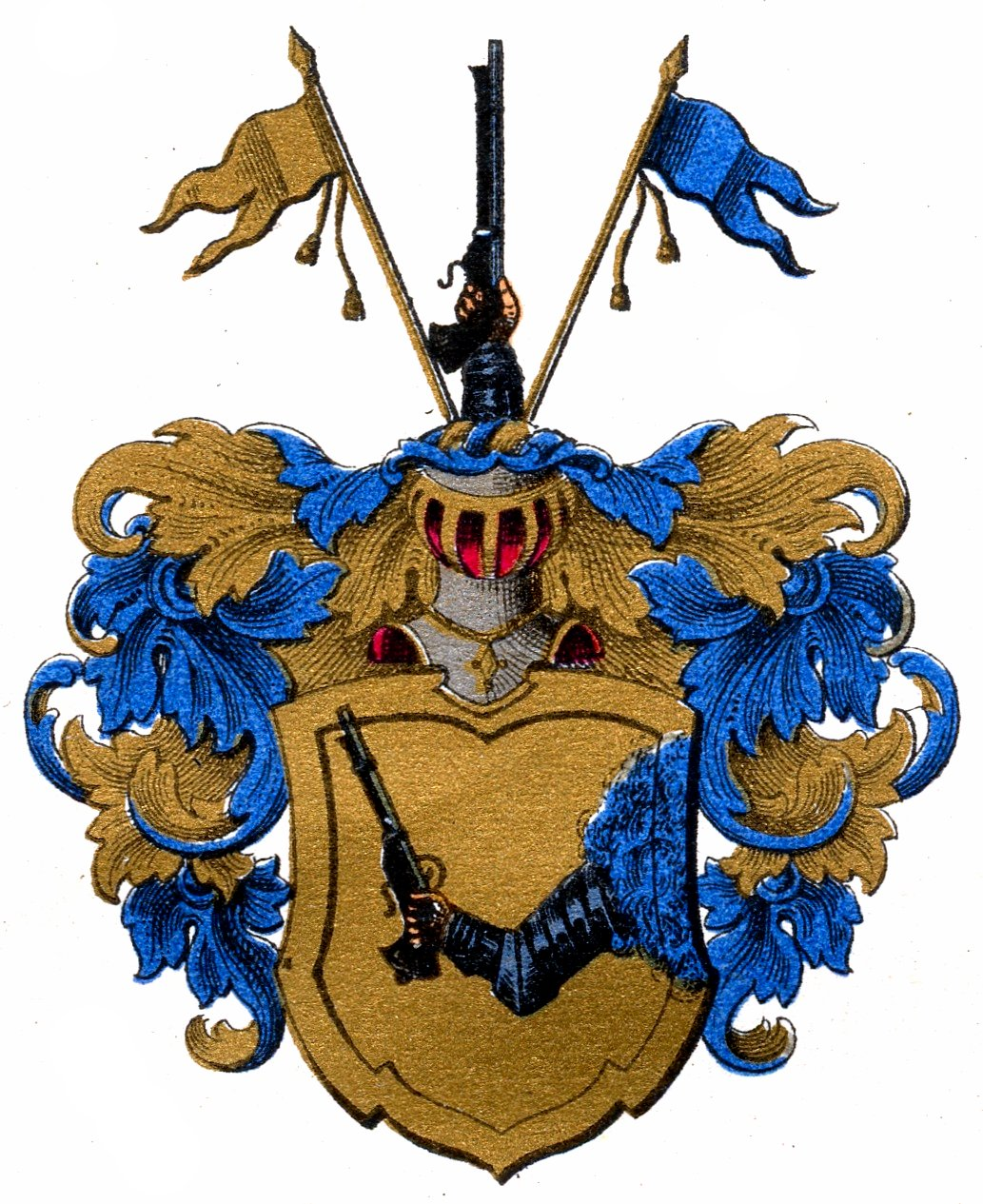
Stammwappen derer von Armfelt

Armfelt, bis in das 18. Jahrhundert noch Armfeldt geschrieben, ist der Name einer ursprünglich aus Jämtland stammenden finnlandschwedischen Adelsfamilie. Die Brüder Hans und Erik Armfelt wurden 1648 in den Ritterstand erhoben; Eriks Enkel Carl Gustaf wurde 1731 der erbliche Barontitel verliehen.

## Wappen
Das Stammwappen zeigt in Gold einen blau geharnischten Arm, der aus einer Wolke am linken Schildrand hervorbricht, eine naturfarbene Steinschlosspistole haltend. Auf dem Helm mit blau-goldenen Decken senkrecht eine naturfarbene Muskete, gehalten von einem naturfarbenen Männerarm, zwischen zwei Kommandoflaggen mit Schwalbenschwanz, die rechte golden, die linke blau.

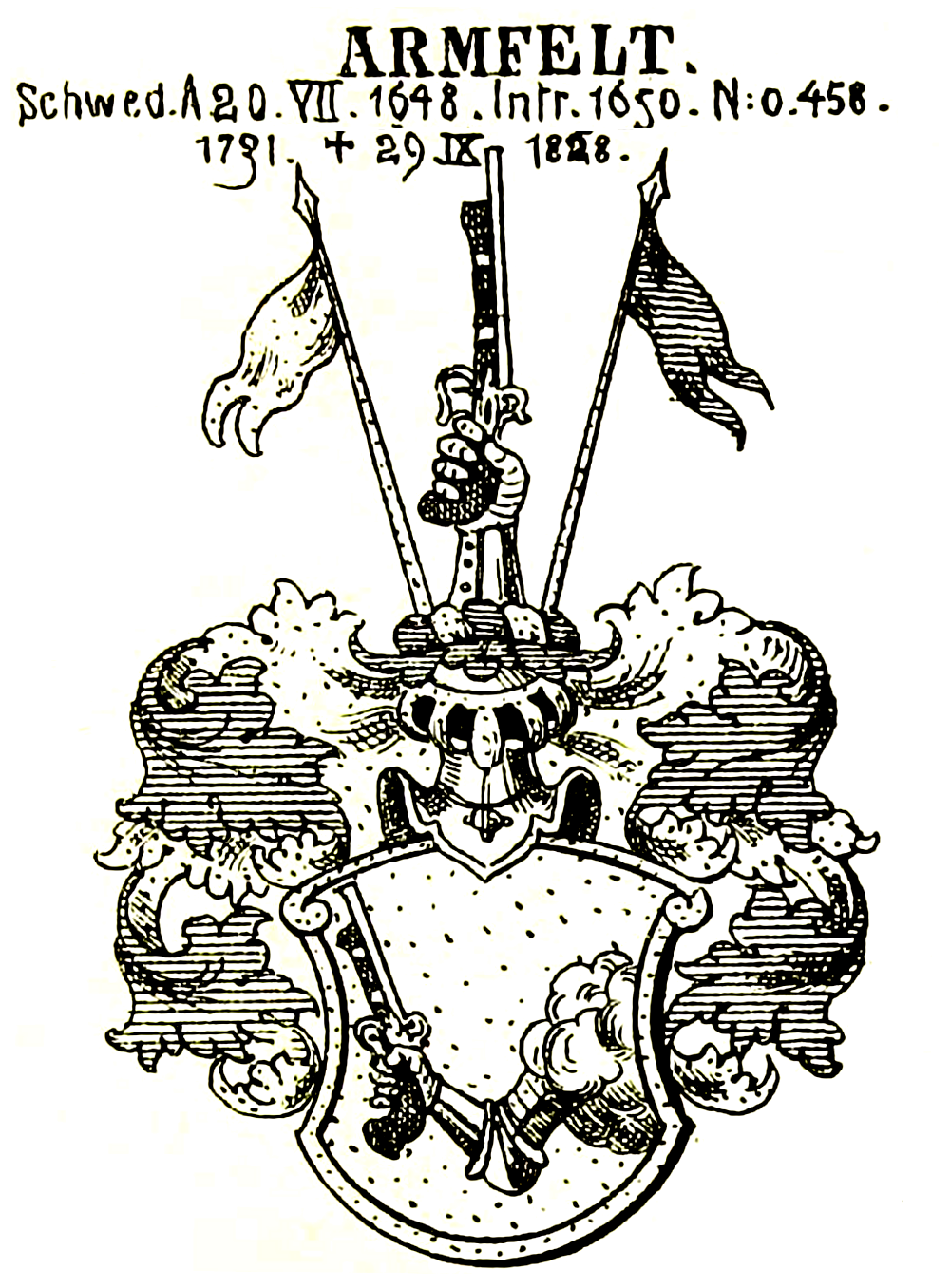
Stammwappen derer von Armfelt in Siebmachers Wappenbüchern
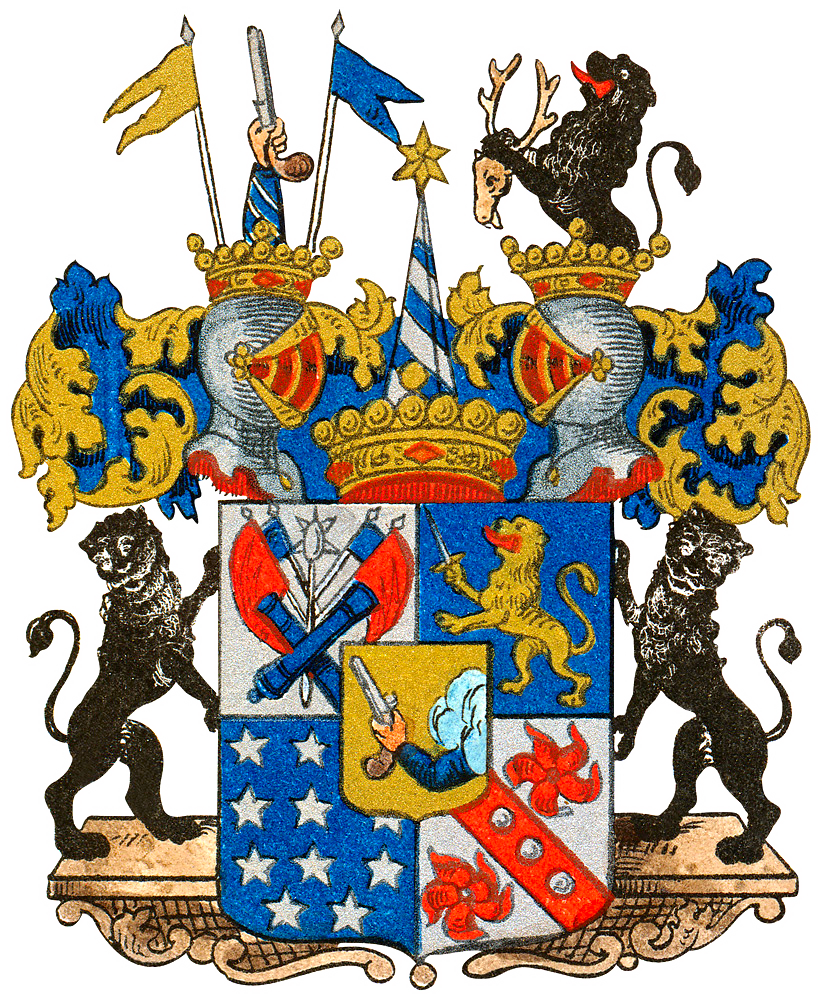
Wappen der Barone Armfelt
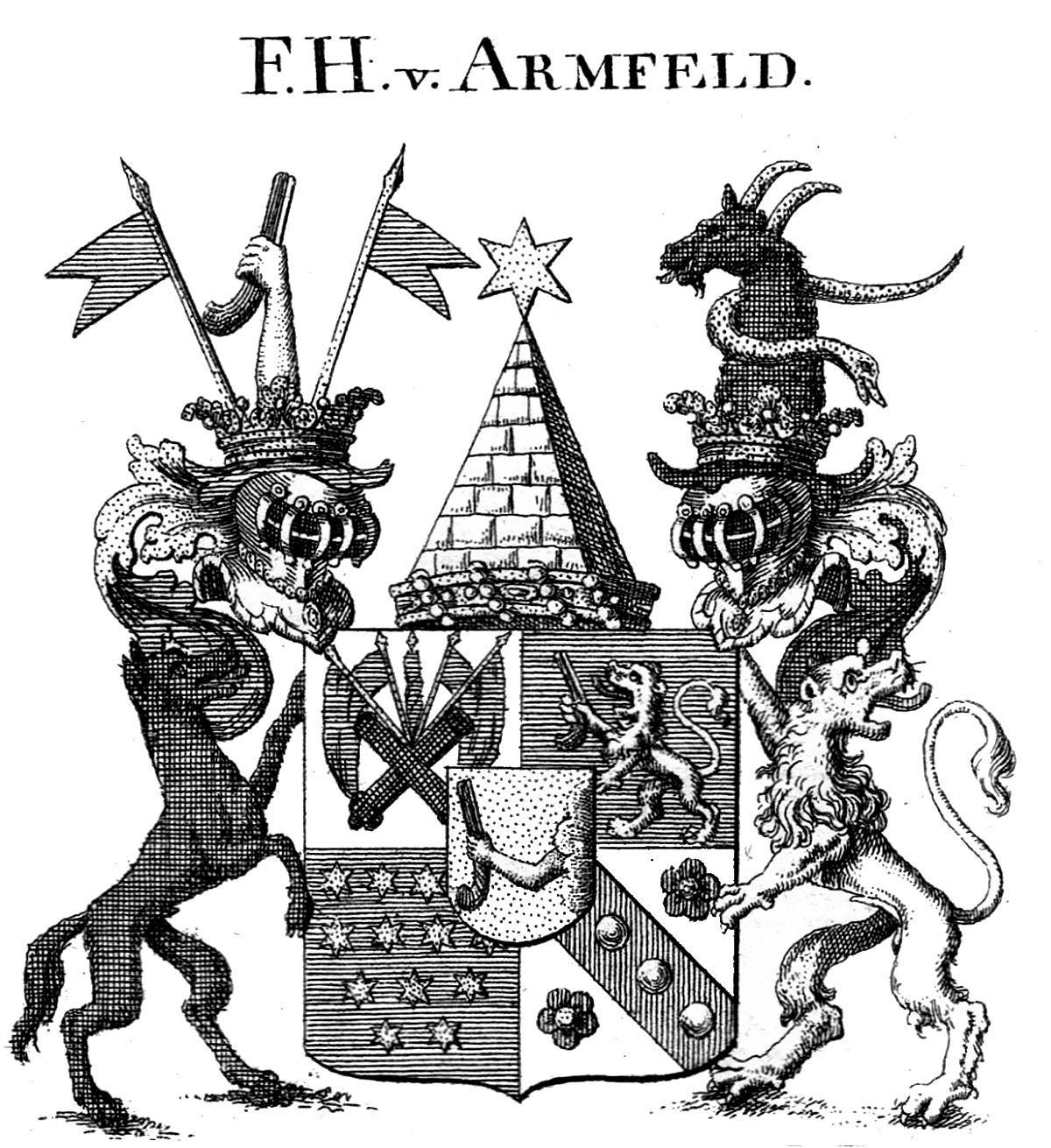
Wappenvariante mit anderer Tingierung

## Namensträger
- Carl Gustaf Armfeldt der Ältere (1666–1736), General
- Carl Gustaf Armfeldt der Jüngere (1724–1792), Generalmajor und Mitverschwörer des Anjalabundes
- Graf Gustaf Mauritz Armfelt (1757–1814), Staatsmann, Militär und Diplomat
- Alexandrine Armfelt (1866–1933), russische bzw. sowjetische Komponistin